# Kurowo Braniewskie
Kurowo Braniewskie (niem. Kurau) – wieś w Polsce położona w województwie warmińsko-mazurskim, w powiecie elbląskim, w gminie Młynary.
W Kurowie istnieje jednostka ochotniczej straży pożarnej, której prezesem jest Lucyna Maksymiuk. Nieopodal Kurowa Braniewskiego znajdują się Naftobazy. Przez Kurowo i pobliskie Kraskowo płynie rzeka Bauda.
W latach 1975–1998 miejscowość administracyjnie należała do województwa elbląskiego.
We wsi jest przystanek kolejowy Kurowo Braniewskie.
Pierwsze zapiski na temat Kurowa Braniewskiego sięgają XIII wieku. Wtedy to biskup Henryk Fleming nadał niejakiemu Gerko Pogononie dokumentem z 15 maja 1297, 40 włók ziemi położonych w komornictwie braniewskim na polach Geckeriten, Curwe, Clopetiten. Ponadto wspomniany Gerko otrzymał trzecią część łąki Poziegen. Od staropruskiego pola Curwe majątek przyjął nazwę Kurowo. 30 lat później synowie scilicet Ropoto, Tilomahus, Petrus, Kristanus et Gerko nałożyli na niejakiego Fryderyka obowiązek zasiedlenia 32 włók i założenia na nich wsi czynszowej. Otrzymał on dwie włóki wolne od wszelkich powinności.
Wojny w połowie i końcu XV wieku doszczętnie zniszczyły wieś. Zmniejszył się znacznie jej obszar. W czasie wojny polsko-krzyżackiej (1519-1521) posiadała już ona tylko dziewięć włók czynszowych, też leżących odłogiem. Do 1533 roku zdołano zasiedlić tylko cztery i pół włóki, a znaczna część obszaru porosła lasem. Dlatego w 1539 roku biskup Jan Dantyszek zwolnił mieszkańców wsi od obowiązku płacenia podatku płużnego. W tym okresie wieś znajdowała się w rękach marszałka Fryderyka von Oelsnitza. Drogą kupna przeszła 26 kwietnia 1702 roku w posiadanie kapituły i była w jej ręku do roku 1772, kiedy to wszelkie majątki kościelne przejęło państwo pruskie. Wieś liczyła wówczas 40 włók. wkrótce potem podzielono ten obszar na małe gospodarstwa, a lasy przekazano administracji państwowej.
Dzieje szkoły w Kurowie sięgają XVIII wieku. Biskup Ignacy Krasicki w wykazie wsi, nieposiadających szkół, wymienia również Kurowo. Natomiast ze spisu w 1788 wiadomo, że na budowę szkoły przeznaczono 60 talarów, a nauczycielowi przyznano drewno na opał. Szkoła musiała powstać wkrótce potem.
W 1783 roku w Kurowie było 10 domów mieszkalnych, a w 1820 roku 28 domów i 83 mieszkańców. Obszar w 1899 wynosił 312,4 ha. W 1905 roku we wsi mieszkało 407 osób.
W 1939 roku gmina liczyła 105 gospodarstw domowych i 392 mieszkańców, z których 164 utrzymywało się z rolnictwa i leśnictwa, 152 z pracy w przemyśle i rzemiośle, a 25 z pracy w handlu i komunikacji. We wsi było wówczas 25 gospodarstw rolnych o powierzchni 0,5-5 ha, 12 o powierzchni 5-10 ha, dziewięć o powierzchni 10-20 ha i dwa o powierzchni 20-100 ha.